# Sint-Johanneskerk (Lüneburg)
De lutherse Sint-Johanneskerk (Duits: St. Johannis) is de oudste kerk van de stad Lüneburg. Het kerkgebouw is een belangrijk voorbeeld van de Noord-Duitse baksteengotiek. Samen met de Sint-Nicolaaskerk en de Sint-Michaëlkerk vormt de Sint-Johanneskerk een tussenstop in de EuRoB, de Europese route van de baksteengotiek.

## Bouwgeschiedenis
De vijfschepige gotische hallenkerk werd tussen 1289 en 1470 gebouwd. Een voorgangerkerk kwam al in 1174 in de annalen voor. Het grootste deel van het gebouw werd in 1372 voltooid, terwijl de toren met een hoogte van bijna 110 meter in 1384 gereed kwam. Na verdere uitbouw wordt het jaartal 1470 als de voltooiingsdatum van de kerk beschouwd.
Opvallend is de licht hellende spits van de toren, die met een hoogte van exact 108,7 meter tot de hoogste kerktorens van Nedersaksen hoort. De na een blikseminslag in 1406 opnieuw gebouwde spits hangt 2,20 meter uit het lood en krijgt naar de top toe een kurkentrekkerachtige vervorming. Volgens een volksverhaal zou de bouwmeester zich, na het opmerken van deze constructiefout, vanuit een van de bovenramen hebben laten gooien; hij kwam echter op een voorbijrijdende hooiwagen terecht en overleefde zo de val. In 1801 stortte de spits in en werd er een nieuwe geplaatst. In de jaren 1970-1975 bleek de toren door houtworm te zijn aangetast en werd de gehele spits opnieuw opgebouwd.

## Interieur
Het hoofdaltaar van houtsnijwerk is een meesterwerk uit de 15e eeuw. Centraal staat de kruisiging van Christus. Links en rechts daarvan bevinden zich aan elke zijde zeven scènes uit de lijdensgeschiedenis. Twee groepen van tien apostelen (boven) en 16 vrouwenfiguren (onder) omlijsten de cyclus. De schilderingen op de buitenkanten van de vleugels verbeelden scènes van de heiligen Joris, Johannes, Ursula en Cecilia en vormen belangrijke voorbeelden van laat-middeleeuwse schilderkunst in Noord-Duitsland. Ze zijn gemaakt door de Hamburgse schilder Hinrik Funhof (1482).
Het historische orgel van de Sint-Johanneskerk geniet grote bekendheid. Het orgel werd in 1553 door Hendrik Niehoff en Jasper Johansen gebouwd en in 1652 en 1715 vergroot. Van 1698 tot 1733 speelde op dit orgel de Duitse componist Georg Böhm. Naar diens orgelspel zou de toen nog jonge Johann Sebastian Bach hebben geluisterd. Op 23 mei 2010 werd een Frans-romantisch koororgel van de orgelbouwer Kuhn uit Männedorf ingewijd.
Zeer bijzonder is de gotische Marialantaarn uit de 15e eeuw. Onder een verguld baldakijn bevindt zich een Mariabeeld met Kind in een stralenkrans. De bisschop aan de andere zijde van de lantaarn zou Erasmus van Antiochië voorstellen.
In het middelste venster van het koor bevindt zich een raam met de voorstelling van de schutspatroon Johannes de Doper. Het venster was een geschenk van de Duitse keizer in 1906.
. De kerk heeft voorts een aantal fraaie epitafen, een grote kroonluchter met 32 lichtdragers (1586), een fraai reliëf van het Jongste Gericht, een doopvont uit 1540 en resten van een koorgestoelte uit circa 1420.
In 1856 en 1909 werden ten behoeve van de financiering van kerkrenovaties een groot deel van de beelden uit de rooms-katholieke tijd verkocht. De gebrandschilderde glazen van de Elisabethkapel werden vervaardigd door Charles Crodel in het jaar 1969. Het interieur van de kerk en het orgel werden in 2007 grootscheeps gerenoveerd.

## Afmetingen
- Lengte: 52,50 meter (kerkschip); 65 meter inclusief toren.
- Breedte: 44,00 meter
- Hoogte: hoofdschip 18-22 meter; zijschepen: 15-16 meter; torenhoogte: 108,71 meter

De scheve spits helt ongeveer 1,30 meter naar het zuiden en 2,20 meter naar het westen uit het lood.

## Klokken
De Sint-Johanneskerk bezit zowel in historisch opzicht als qua klank een waardevol aantal klokken. De grootste klok is de in 1436 door Ghert Klinghe uit Bremen gegoten Apostelklok.
| Nr. | Naam           | Gietjaar | Gieter, plaats                      | Doorsnee (mm) | Gewicht (kg, ca.) | Nominaal (HT-1/16) |
| 1   | Apostelglocke  | 1436     | Ghert Klinghe, Bremen               | 1944          | 5204              | h0 –8              |
| 2   | Sonntagsglocke | 1718     | Johann Christoph Ziegener, Lüneburg | 3000          | 2500              | cis1 –2            |
| 3   | Probeglocke    | 1607     | Paul Voß, Lüneburg                  | 1350          | 2000              | e1 –1              |
| 4   | Tintinnabulum  | 1436     | Ghert Klinghe, Bremen               |               | 600               | d2 –8              |
| 5   | Tintinnabulum  | 1519     | Hinrik van Kampen, Lübeck           |               | 500               | e2 –4              |
| I   | Urenklok       | 1516     | Hinrik van Kampen, Lübeck           |               |                   |                    |
| II  | Kwartierklok   | 1600     | Andreas Heineken, Lüneburg          |               |                   |                    |

## Afbeeldingen

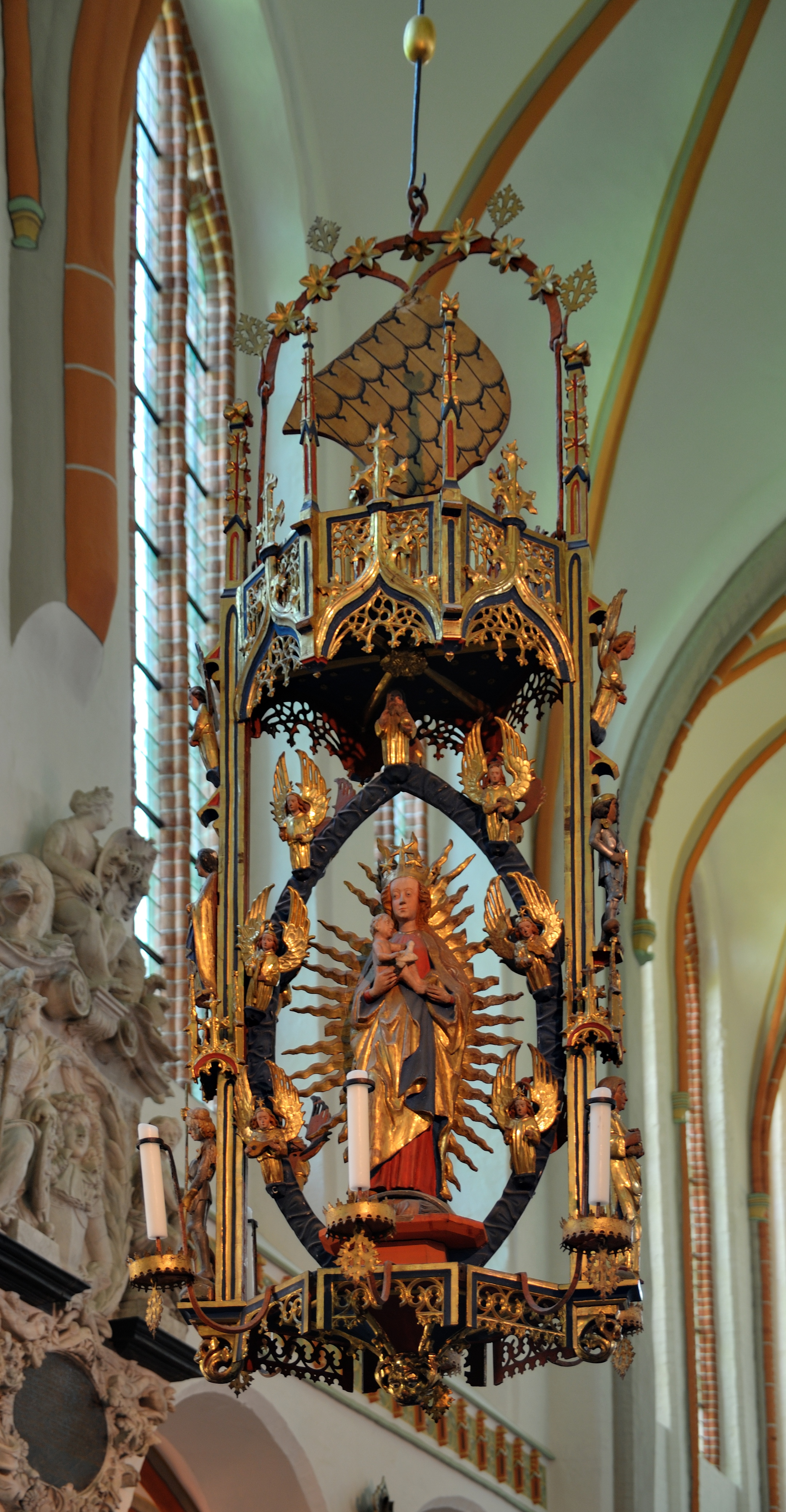
Marialantaarn
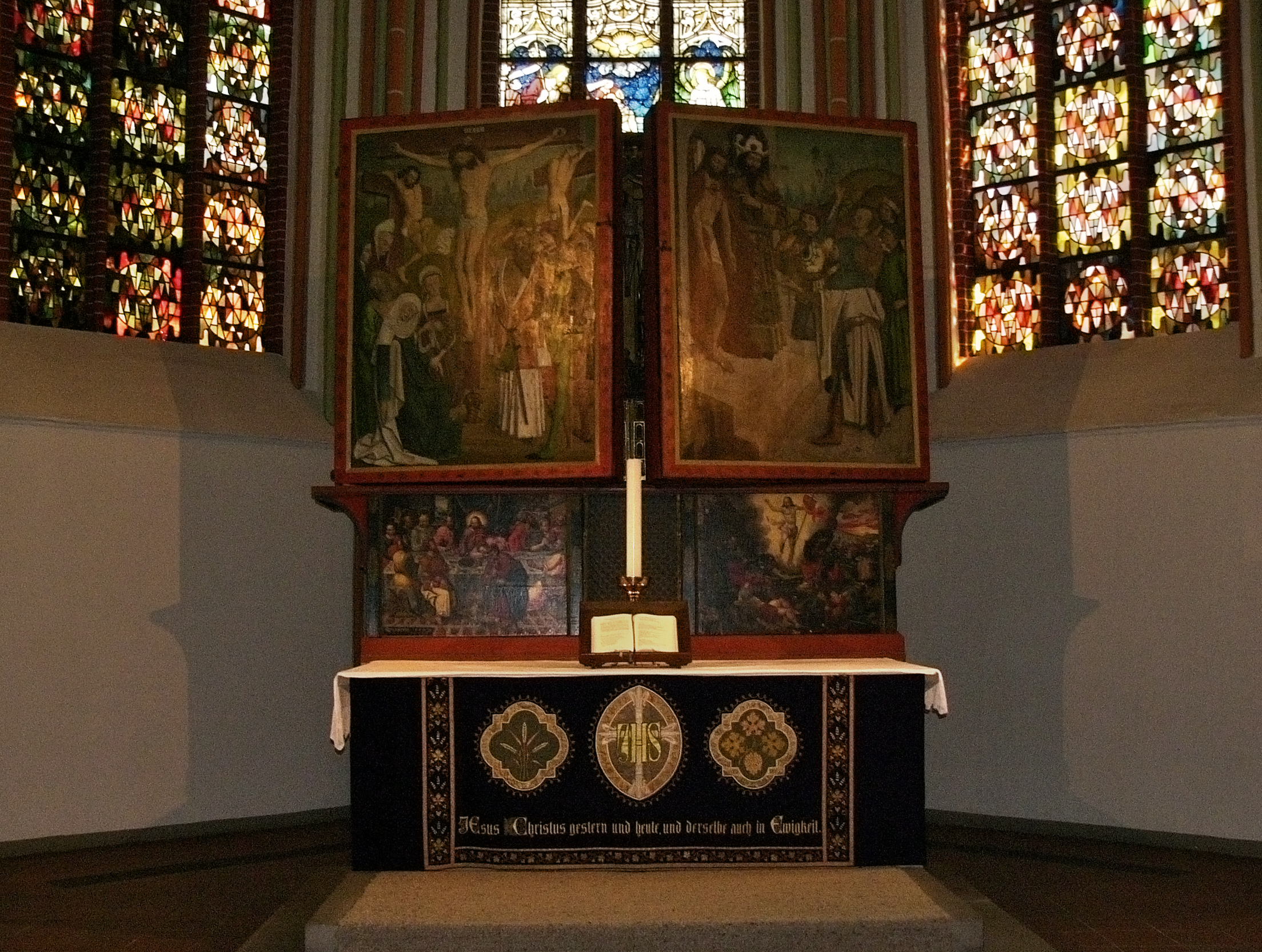
Altaar
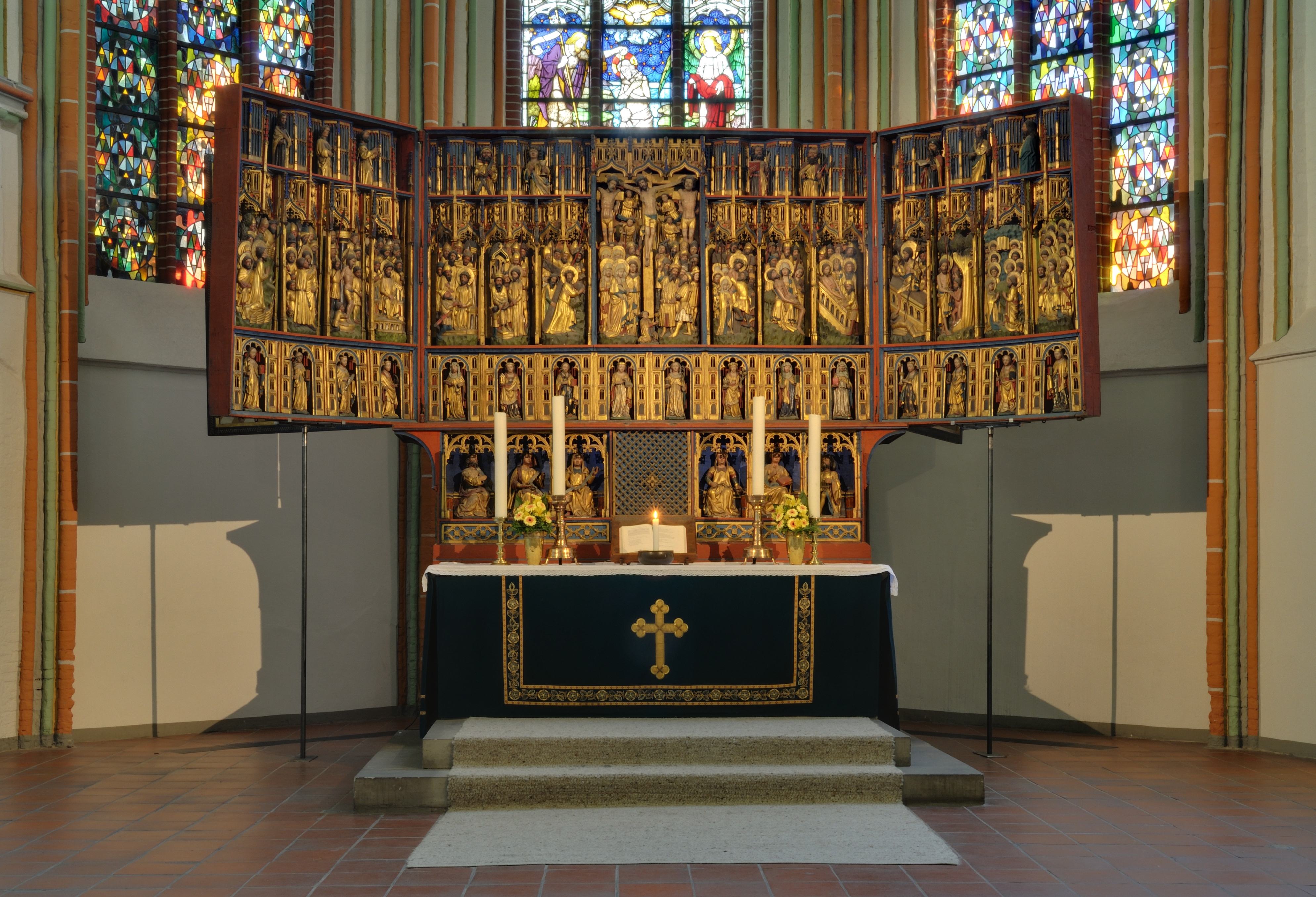
Hoofdaltaar in open stand
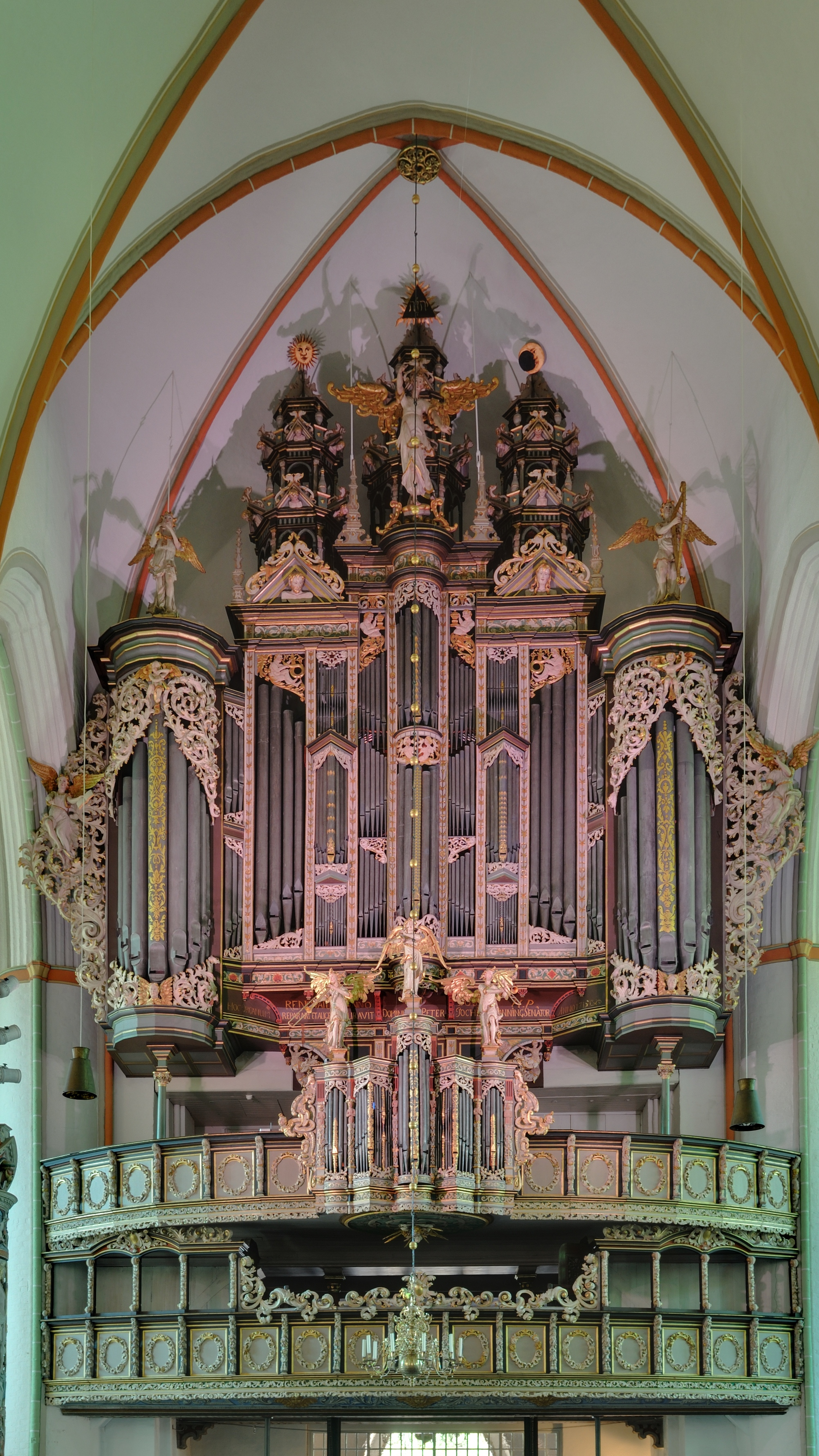
Historisch orgel
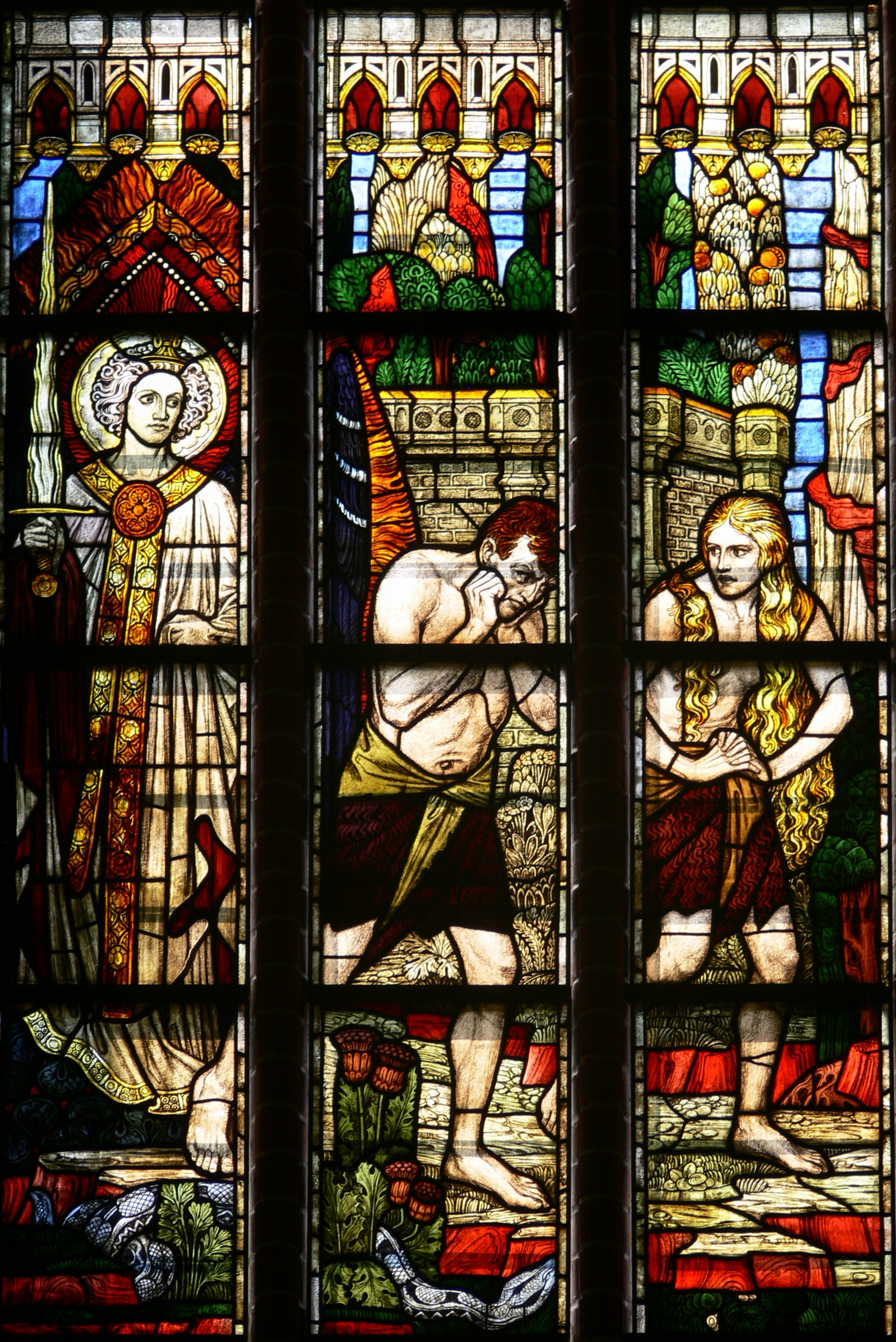
Gebrandschilderd raam Verdrijving uit het Paradijs
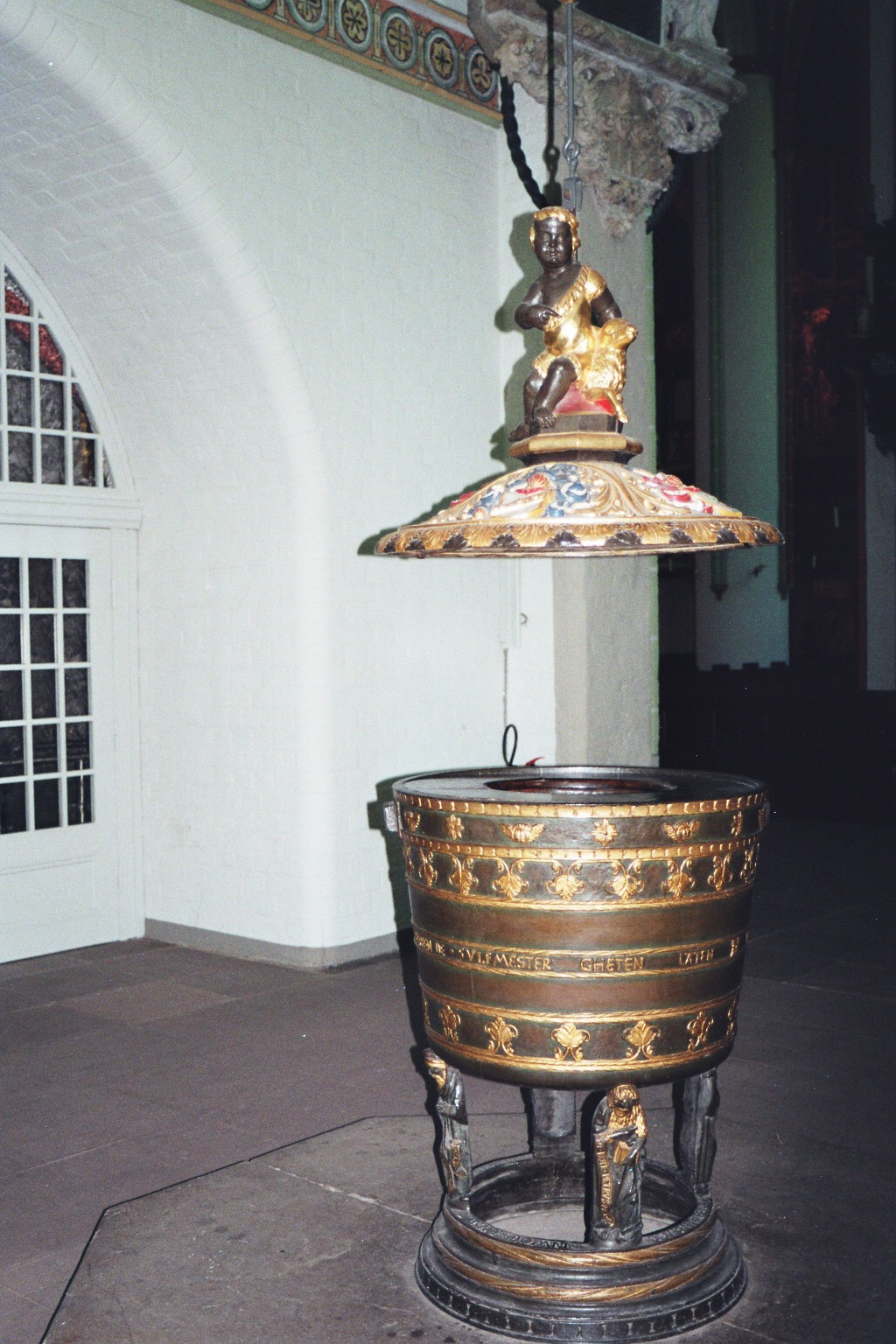
Doopvont (1540)